# Élections municipales de 2014 en Tarn-et-Garonne
Les élections municipales se sont déroulées les 23 et 30 mars 2014 en Tarn-et-Garonne.

## Maires sortants et maires élus
Le scrutin est marqué par une stabilité politique relative. La gauche perd Moissac, Molières, Montpezat-de-Quercy, Nègrepelisse et Saint-Porquier. Elle remporte Castelsarrasin, Lacourt-Saint-Pierre et Nohic. La droite se maintient à Montauban, le chef-lieu du département, et avec un succès à Saint-Etienne-de-Tulmont. L'UDI est quant à elle victorieuse à Cazes-Mondenard et se maintient à Labastide-du-Temple, Malause et Montaigu-de-Quercy.
| Commune                   | Population | Maire sortant           | Parti | Parti | Maire élu               | Parti | Parti |
| ------------------------- | ---------- | ----------------------- | ----- | ----- | ----------------------- | ----- | ----- |
| Albias                    | 3 061      | Christian Teyssières    |       | UMP   | Véronique Magnani       |       | DVD   |
| Aucamville                | 1 038      | Henri-Bernard Pech      |       | DVD   | Henri-Bernard Pech      |       | DVD   |
| Beaumont-de-Lomagne       | 3 884      | Jean-Luc Deprince       |       | PRG   | Jean-Luc Deprince       |       | PRG   |
| Bessens                   | 1 388      | Alexandre Billiard      |       | DVG   | Alexandre Billiard      |       | DVG   |
| Bioule                    | 1 067      | Gabriel Serra           |       | PRG   | Gabriel Serra           |       | PRG   |
| Bressols                  | 3 598      | Jean-Louis Ibres        |       | DVD   | Jean-Louis Ibres        |       | DVD   |
| Campsas                   | 1 222      | Marie-Claude Nègre      |       | PRG   | Marie-Claude Nègre      |       | PRG   |
| Castelmayran              | 1 136      | Jean-Claude Giavarini   |       | DVG   | Jean-Claude Giavarini   |       | DVG   |
| Castelsarrasin            | 13 054     | Bernard Dagen           |       | DVD   | Jean-Philippe Besiers   |       | DVG   |
| Caussade                  | 6 638      | François Bonhomme       |       | UMP   | François Bonhomme       |       | UMP   |
| Caylus                    | 1 526      | Christian Maffre        |       | DVG   | Christian Maffre        |       | DVG   |
| Cazes-Mondenard           | 1 227      | Hervé Andrieu           |       | DVD   | Jean-Michel Guilloteau  |       | UDI   |
| Corbarieu                 | 1 659      | Pierre Bonnefous        |       | PS    | Pierre Bonnefous        |       | PS    |
| Dieupentale               | 1 462      | Jean-Bernard Lacaze     |       | DVG   | Michel Devay            |       | DVG   |
| Donzac                    | 1 020      | Jean-Paul Terrenne      |       | PRG   | Jean-Paul Terrenne      |       | PRG   |
| Dunes                     | 1 196      | Christian Astruc        |       | DVG   | Christian Astruc        |       | DVG   |
| Escatalens                | 1 062      | Michel Cornille         |       | DVG   | Michel Cornille         |       | DVG   |
| Finhan                    | 1 433      | Jean-François Fernandez |       | DVG   | Jean-François Fernandez |       | DVG   |
| Grisolles                 | 3 779      | Patrick Marty           |       | PS    | Patrick Marty           |       | PS    |
| L'Honor-de-Cos            | 1 561      | Michel Lamolinairie     |       | DVG   | Michel Lamolinairie     |       | DVG   |
| La Ville-Dieu-du-Temple   | 2 948      | Dominique Briois        |       | DVD   | Dominique Briois        |       | DVD   |
| Labastide-du-Temple       | 1 101      | Kléber Leygue           |       | UDI   | Kléber Leygue           |       | UDI   |
| Labastide-Saint-Pierre    | 3 723      | Jérome Beq              |       | DVG   | Jérome Beq              |       | DVG   |
| Lacourt-Saint-Pierre      | 1 124      | Denis Lopez             |       | SE    | Françoise Pizzini       |       | DVG   |
| Lafrançaise               | 2 874      | Patrick Soulhac         |       | PRG   | Thierry Delbreil        |       | DVG   |
| Lamagistère               | 1 132      | Bernard Dousson         |       | DVG   | Philippe Longo          |       | DVG   |
| Lamothe-Capdeville        | 1 002      | Alain Gabach            |       | UMP   | Alain Gabach            |       | UMP   |
| Lauzerte                  | 1 496      | Bernard Rey             |       | PRG   | Jean-Claude Giordana    |       | DVG   |
| Lavit                     | 1 517      | Francis Garrigues       |       | DVD   | Francis Garrigues       |       | DVD   |
| Léojac                    | 1 098      | Roger Cousserand        |       | DVG   | Roger Cousserand        |       | DVG   |
| Malause                   | 1 085      | Marie-Bernard Maerten   |       | UDI   | Marie-Bernard Maerten   |       | UDI   |
| Mas-Grenier               | 1 211      | Jean-Claude Toulouse    |       | DVG   | Jean-Claude Toulouse    |       | DVG   |
| Meauzac                   | 1 227      | José Lacombe            |       | DVD   | José Lacombe            |       | DVD   |
| Mirabel                   | 1 003      | Jacques Pautric         |       | DVD   | Jacques Pautric         |       | DVD   |
| Moissac                   | 12 365     | Jean-Paul Nunzi         |       | PS    | Jean-Michel Henryot     |       | UMP   |
| Molières                  | 1 217      | Guy Hébral              |       | PRG   | Jean-François Sahuc     |       | UDI   |
| Monclar-de-Quercy         | 1 834      | Jean-Paul Albert        |       | UDI   | Jean-Paul Albert        |       | UDI   |
| Montaigu-de-Quercy        | 1 397      | Robert Alazard          |       | DVG   | Robert Alazard          |       | DVG   |
| Montauban                 | 56 536     | Brigitte Barèges        |       | UMP   | Brigitte Barèges        |       | UMP   |
| Montbartier               | 1 245      | Jean-Claude Raynal      |       | DVD   | Jean-Claude Raynal      |       | DVD   |
| Montbeton                 | 3 547      | Michel Weill            |       | PRG   | Michel Weill            |       | PRG   |
| Montech                   | 5 793      | Jacques Moignard        |       | PS    | Jacques Moignard        |       | PS    |
| Monteils                  | 1 300      | Monique Ferrero         |       | DVD   | Jacques Soulié          |       | UMP   |
| Montpezat-de-Quercy       | 1 492      | Raymond Massip          |       | PRG   | Gérard Mounie           |       | SE    |
| Montricoux                | 1 077      | Fabienne Pern-Savignac  |       | DVG   | Fabienne Pern-Savignac  |       | DVG   |
| Nègrepelisse              | 5 246      | Jean Cambon             |       | PRG   | Maurice Correcher       |       | DVD   |
| Nohic                     | 1 202      | Henri Tregan            |       | SE    | Nadine Guillemot        |       | DVG   |
| Orgueil                   | 1 521      | Michel Meesseman        |       | PRG   | Michel Meesseman        |       | PRG   |
| Pompignan                 | 1 410      | Alain Belloc            |       | DVG   | Alain Belloc            |       | DVG   |
| Réalville                 | 1 851      | Jean-Claude Bertelli    |       | DVD   | Jean-Claude Bertelli    |       | DVD   |
| Saint-Antonin-Noble-Val   | 1 899      | Gérard Agam             |       | DVG   | Gérard Agam             |       | DVG   |
| Saint-Étienne-de-Tulmont  | 3 645      | René Colinet            |       | SE    | Vincent Teulieres       |       | DVD   |
| Saint-Nauphary            | 1 737      | Bernard Paillares       |       | UMP   | Bernard Paillares       |       | UMP   |
| Saint-Nicolas-de-la-Grave | 2 141      | Joël Capayrou           |       | PRG   | Joël Capayrou           |       | PRG   |
| Saint-Porquier            | 1 410      | Alain Molinie           |       | PS    | Alain Laborie           |       | DVD   |
| Septfonds                 | 2 148      | Jacques Tabarly         |       | PRG   | Jacques Tabarly         |       | PRG   |
| Valence-d'Agen            | 5 143      | Jacques Bousquet        |       | PRG   | Jaques Bousquet         |       | PRG   |
| Verdun-sur-Garonne        | 4 251      | Denis Roger             |       | PRG   | Philippe Botkovitz      |       | DVG   |
| Villebrumier              | 1 228      | Étienne Astoul          |       | PS    | Jean-Louis Marty        |       | PS    |

## Résultats dans les communes de plus de1 000 habitants

### Albias
- Maire sortant : Christian Teyssières
- 23 sièges à pourvoir au conseil municipal (population légale 2011 : 3 061 habitants)
- 5 sièges à pourvoir au conseil communautaire (CC Quercy Vert-Aveyron)

|                          | Véronique Magnani      | DVD            | 836   | 53,42  | 18 | 4 |  |  |
|                          | Christian Teyssières * | UMP            | 729   | 46,58  | 5  | 1 |  |  |
|                          |                        |                |       |        |    |   |  |  |
| Inscrits                 | Inscrits               | Inscrits       | 2 277 | 100,00 |    |   |  |  |
| Abstentions              | Abstentions            | Abstentions    | 648   | 28,46  |    |   |  |  |
| Votants                  | Votants                | Votants        | 1 629 | 71,54  |    |   |  |  |
| Blancs et nuls           | Blancs et nuls         | Blancs et nuls | 64    | 3,93   |    |   |  |  |
| Exprimés                 | Exprimés               | Exprimés       | 1 565 | 96,07  |    |   |  |  |
| * Liste du maire sortant |                        |                |       |        |    |   |  |  |

### Aucamville
- Maire sortant : Henri-Bernard Pech
- 15 sièges à pourvoir au conseil municipal (population légale 2011 : 1 038 habitants)
- 3 sièges à pourvoir au conseil communautaire (CC Grand Sud Tarn-et-Garonne)

|                          | Henri-Bernard Pech * | DVD            | 470 | 100,00 | 15 | 3 |  |  |
|                          |                      |                |     |        |    |   |  |  |
| Inscrits                 | Inscrits             | Inscrits       | 831 | 100,00 |    |   |  |  |
| Abstentions              | Abstentions          | Abstentions    | 254 | 30,57  |    |   |  |  |
| Votants                  | Votants              | Votants        | 577 | 69,43  |    |   |  |  |
| Blancs et nuls           | Blancs et nuls       | Blancs et nuls | 107 | 18,54  |    |   |  |  |
| Exprimés                 | Exprimés             | Exprimés       | 470 | 81,46  |    |   |  |  |
| * Liste du maire sortant |                      |                |     |        |    |   |  |  |

### Beaumont-de-Lomagne
- Maire sortant : Jean-Luc Deprince (PRG)
- 27 sièges à pourvoir au conseil municipal (population légale 2011 : 3 884 habitants)
- 10 sièges à pourvoir au conseil communautaire (CC de la Lomagne Tarn-et-Garonnaise)

|                          | Jean-Luc Deprince * | DVG            | 1 126 | 59,98  | 22 | 8 |  |  |
|                          | Alain Bergamasco    | DVD            | 751   | 40,01  | 5  | 2 |  |  |
|                          |                     |                |       |        |    |   |  |  |
| Inscrits                 | Inscrits            | Inscrits       | 2 582 | 100,00 |    |   |  |  |
| Abstentions              | Abstentions         | Abstentions    | 611   | 23,66  |    |   |  |  |
| Votants                  | Votants             | Votants        | 1 971 | 76,34  |    |   |  |  |
| Blancs et nuls           | Blancs et nuls      | Blancs et nuls | 94    | 4,77   |    |   |  |  |
| Exprimés                 | Exprimés            | Exprimés       | 1 877 | 95,23  |    |   |  |  |
| * Liste du maire sortant |                     |                |       |        |    |   |  |  |

### Bessens
- Maire sortant : Alexandre Billiard
- 15 sièges à pourvoir au conseil municipal (population légale 2011 : 1 388 habitants)
- 2 sièges à pourvoir au conseil communautaire (CC Grand Sud Tarn-et-Garonne)

|                          | Alexandre Billiard * | DVG            | 428 | 60,11  | 12 | 2 |  |  |
|                          | Patricia Caesar      | DVG            | 284 | 39,88  | 3  |   |  |  |
|                          |                      |                |     |        |    |   |  |  |
| Inscrits                 | Inscrits             | Inscrits       | 936 | 100,00 |    |   |  |  |
| Abstentions              | Abstentions          | Abstentions    | 199 | 21,26  |    |   |  |  |
| Votants                  | Votants              | Votants        | 737 | 78,74  |    |   |  |  |
| Blancs et nuls           | Blancs et nuls       | Blancs et nuls | 25  | 3,39   |    |   |  |  |
| Exprimés                 | Exprimés             | Exprimés       | 712 | 96,61  |    |   |  |  |
| * Liste du maire sortant |                      |                |     |        |    |   |  |  |

### Bioule
- Maire sortant : Gabriel Serra (PRG)
- 15 sièges à pourvoir au conseil municipal (population légale 2011 : 1 067 habitants)
- 2 sièges à pourvoir au conseil communautaire (CC Quercy Vert-Aveyron)

|                          | Gabriel Serra *  | DVG            | 437 | 62,42  | 12 | 2 |  |  |
|                          | Jean-Paul Castel | DVD            | 263 | 37,57  | 3  |   |  |  |
|                          |                  |                |     |        |    |   |  |  |
| Inscrits                 | Inscrits         | Inscrits       | 821 | 100,00 |    |   |  |  |
| Abstentions              | Abstentions      | Abstentions    | 107 | 13,03  |    |   |  |  |
| Votants                  | Votants          | Votants        | 714 | 86,97  |    |   |  |  |
| Blancs et nuls           | Blancs et nuls   | Blancs et nuls | 14  | 1,96   |    |   |  |  |
| Exprimés                 | Exprimés         | Exprimés       | 700 | 98,04  |    |   |  |  |
| * Liste du maire sortant |                  |                |     |        |    |   |  |  |

### Bressols
- Maire sortant : Jean-Louis Ibres
- 27 sièges à pourvoir au conseil municipal (population légale 2011 : 3 598 habitants)
- 6 sièges à pourvoir au conseil communautaire (CA Grand Montauban)

|                          | Jean-Louis Ibres * | DVD            | 1 262 | 67,45  | 23 | 5 |  |  |
|                          | Daniel Donadio     | DVG            | 609   | 32,54  | 4  | 1 |  |  |
|                          |                    |                |       |        |    |   |  |  |
| Inscrits                 | Inscrits           | Inscrits       | 2 629 | 100,00 |    |   |  |  |
| Abstentions              | Abstentions        | Abstentions    | 689   | 26,21  |    |   |  |  |
| Votants                  | Votants            | Votants        | 1 940 | 73,79  |    |   |  |  |
| Blancs et nuls           | Blancs et nuls     | Blancs et nuls | 69    | 3,56   |    |   |  |  |
| Exprimés                 | Exprimés           | Exprimés       | 1 871 | 96,44  |    |   |  |  |
| * Liste du maire sortant |                    |                |       |        |    |   |  |  |

### Campsas
- Maire sortant : Marie-Claude Nègre (PRG)
- 15 sièges à pourvoir au conseil municipal (population légale 2011 : 1 222 habitants)
- 2 sièges à pourvoir au conseil communautaire (CC Grand Sud Tarn-et-Garonne)

|                          | Marie-Claude Nègre * | DVG            | 476 | 100,00 | 15 | 2 |  |  |
|                          |                      |                |     |        |    |   |  |  |
| Inscrits                 | Inscrits             | Inscrits       | 899 | 100,00 |    |   |  |  |
| Abstentions              | Abstentions          | Abstentions    | 307 | 34,15  |    |   |  |  |
| Votants                  | Votants              | Votants        | 592 | 65,85  |    |   |  |  |
| Blancs et nuls           | Blancs et nuls       | Blancs et nuls | 116 | 19,59  |    |   |  |  |
| Exprimés                 | Exprimés             | Exprimés       | 476 | 80,41  |    |   |  |  |
| * Liste du maire sortant |                      |                |     |        |    |   |  |  |

### Castelmayran
- Maire sortant : Jean-Claude Giavarini (DVG)
- 15 sièges à pourvoir au conseil municipal (population légale 2011 : 1 136 habitants)
- 4 sièges à pourvoir au conseil communautaire (CC Terres des Confluences)

|                          | Jean-Claude Giavarini * | DVG            | 350 | 55,91  | 12 | 3 |  |  |
|                          | Fabienne Clemente       | UDI            | 276 | 44,08  | 3  | 1 |  |  |
|                          |                         |                |     |        |    |   |  |  |
| Inscrits                 | Inscrits                | Inscrits       | 757 | 100,00 |    |   |  |  |
| Abstentions              | Abstentions             | Abstentions    | 110 | 14,53  |    |   |  |  |
| Votants                  | Votants                 | Votants        | 647 | 85,47  |    |   |  |  |
| Blancs et nuls           | Blancs et nuls          | Blancs et nuls | 21  | 3,25   |    |   |  |  |
| Exprimés                 | Exprimés                | Exprimés       | 626 | 96,75  |    |   |  |  |
| * Liste du maire sortant |                         |                |     |        |    |   |  |  |

### Castelsarrasin
- Maire sortant : Bernard Dagen (SE)
- 33 sièges à pourvoir au conseil municipal (population légale 2011 : 13 054 habitants)
- 15 sièges à pourvoir au conseil communautaire (CC Terres des Confluences)

| Tête de liste            | Tête de liste         | Liste          | Premier tour | Premier tour | Second tour | Second tour | Sièges | Sièges |
| Tête de liste            | Tête de liste         | Liste          | Voix         | %            | Voix        | %           | CM     | CC     |
| ------------------------ | --------------------- | -------------- | ------------ | ------------ | ----------- | ----------- | ------ | ------ |
|                          | Jean-Philippe Besiers | DVG            | 2 797        | 46,72        | 3 872       | 63,05       | 27     | 13     |
|                          | Bernard Dagen *       | DVD            | 2 126        | 35,51        | 2 269       | 36,94       | 6      | 2      |
|                          | Pascal Granié         | DVG            | 1 063        | 17,75        |             |             |        |        |
|                          |                       |                |              |              |             |             |        |        |
| Inscrits                 | Inscrits              | Inscrits       | 9 650        | 100,00       | 9 660       | 100,00      |        |        |
| Abstentions              | Abstentions           | Abstentions    | 3 438        | 35,63        | 3 258       | 33,73       |        |        |
| Votants                  | Votants               | Votants        | 6 212        | 64,37        | 6 402       | 66,27       |        |        |
| Blancs et nuls           | Blancs et nuls        | Blancs et nuls | 226          | 3,64         | 261         | 4,08        |        |        |
| Exprimés                 | Exprimés              | Exprimés       | 5 986        | 96,36        | 6 141       | 95,92       |        |        |
| * Liste du maire sortant |                       |                |              |              |             |             |        |        |

### Caussade
- Maire sortant : François Bonhomme (UMP)
- 29 sièges à pourvoir au conseil municipal (population légale 2011 : 6 638 habitants)
- 13 sièges à pourvoir au conseil communautaire (CC du Quercy Caussadais)

|                          | François Bonhomme * | DVD            | 2 250 | 65,12  | 24 | 11 |  |  |
|                          | Jérôme Fabre        | DVG            | 1 205 | 34,87  | 5  | 2  |  |  |
|                          |                     |                |       |        |    |    |  |  |
| Inscrits                 | Inscrits            | Inscrits       | 4 770 | 100,00 |    |    |  |  |
| Abstentions              | Abstentions         | Abstentions    | 1 197 | 25,09  |    |    |  |  |
| Votants                  | Votants             | Votants        | 3 573 | 74,91  |    |    |  |  |
| Blancs et nuls           | Blancs et nuls      | Blancs et nuls | 118   | 3,30   |    |    |  |  |
| Exprimés                 | Exprimés            | Exprimés       | 3 455 | 96,70  |    |    |  |  |
| * Liste du maire sortant |                     |                |       |        |    |    |  |  |

### Caylus
- Maire sortant : Christian Maffre
- 19 sièges à pourvoir au conseil municipal (population légale 2011 : 1 526 habitants)
- 4 sièges à pourvoir au conseil communautaire (CC du Quercy Rouergue et des Gorges de l'Aveyron)

|                          | Christian Maffre *       | DVG            | 454   | 54,76  | 15 | 4 |  |  |
|                          | Bernard Miquel           | DVD            | 203   | 24,49  | 2  |   |  |  |
|                          | Éliette Vayssiere-Fillol | DVD            | 172   | 20,75  | 2  |   |  |  |
|                          |                          |                |       |        |    |   |  |  |
| Inscrits                 | Inscrits                 | Inscrits       | 1 176 | 100,00 |    |   |  |  |
| Abstentions              | Abstentions              | Abstentions    | 276   | 23,47  |    |   |  |  |
| Votants                  | Votants                  | Votants        | 900   | 76,53  |    |   |  |  |
| Blancs et nuls           | Blancs et nuls           | Blancs et nuls | 71    | 7,89   |    |   |  |  |
| Exprimés                 | Exprimés                 | Exprimés       | 829   | 92,11  |    |   |  |  |
| * Liste du maire sortant |                          |                |       |        |    |   |  |  |

### Cazes-Mondenard
- Maire sortant : Hervé Andrieu (DVD)
- 15 sièges à pourvoir au conseil municipal (population légale 2011 : 1 227 habitants)
- 5 sièges à pourvoir au conseil communautaire (CC du Pays de Serres en Quercy)

|                | Jean-Michel Guilloteau | UDI            | 463 | 62,99  | 13 | 4 |  |  |
|                | Dominique Parcellier   | SE             | 272 | 37,00  | 2  | 1 |  |  |
|                |                        |                |     |        |    |   |  |  |
| Inscrits       | Inscrits               | Inscrits       | 960 | 100,00 |    |   |  |  |
| Abstentions    | Abstentions            | Abstentions    | 192 | 20,00  |    |   |  |  |
| Votants        | Votants                | Votants        | 768 | 80,00  |    |   |  |  |
| Blancs et nuls | Blancs et nuls         | Blancs et nuls | 33  | 4,30   |    |   |  |  |
| Exprimés       | Exprimés               | Exprimés       | 735 | 95,70  |    |   |  |  |

### Corbarieu
- Maire sortant : Pierre Bonnefous
- 19 sièges à pourvoir au conseil municipal (population légale 2011 : 1 659 habitants)
- 4 sièges à pourvoir au conseil communautaire (CA Grand Montauban)

|                          | Pierre Bonnefous * | PS             | 583   | 77,62  | 17 | 4 |  |  |
|                          | Michel Thierry     | UDI            | 168   | 22,37  | 2  |   |  |  |
|                          |                    |                |       |        |    |   |  |  |
| Inscrits                 | Inscrits           | Inscrits       | 1 149 | 100,00 |    |   |  |  |
| Abstentions              | Abstentions        | Abstentions    | 340   | 29,59  |    |   |  |  |
| Votants                  | Votants            | Votants        | 809   | 70,41  |    |   |  |  |
| Blancs et nuls           | Blancs et nuls     | Blancs et nuls | 58    | 7,17   |    |   |  |  |
| Exprimés                 | Exprimés           | Exprimés       | 751   | 92,83  |    |   |  |  |
| * Liste du maire sortant |                    |                |       |        |    |   |  |  |

### Dieupentale
- Maire sortant : Jean-Bernard Lacaze
- 15 sièges à pourvoir au conseil municipal (population légale 2011 : 1 462 habitants)
- 2 sièges à pourvoir au conseil communautaire (CC Grand Sud Tarn-et-Garonne)

| Tête de liste            | Tête de liste           | Liste          | Premier tour | Premier tour | Second tour | Second tour | Sièges | Sièges |
| Tête de liste            | Tête de liste           | Liste          | Voix         | %            | Voix        | %           | CM     | CC     |
| ------------------------ | ----------------------- | -------------- | ------------ | ------------ | ----------- | ----------- | ------ | ------ |
|                          | Michel Devay            | DVG            | 314          | 45,31        | 350         | 50,72       | 12     | 2      |
|                          | Jean-Bernard Lacaze *   | DVG            | 212          | 30,59        | 204         | 29,56       | 2      |        |
|                          | Emmanuel Gloaguen-Barat | MoDem          | 167          | 24,09        | 136         | 19,71       | 1      |        |
|                          |                         |                |              |              |             |             |        |        |
| Inscrits                 | Inscrits                | Inscrits       | 919          | 100,00       | 919         | 100,00      |        |        |
| Abstentions              | Abstentions             | Abstentions    | 205          | 22,31        | 208         | 22,63       |        |        |
| Votants                  | Votants                 | Votants        | 714          | 77,69        | 711         | 77,37       |        |        |
| Blancs et nuls           | Blancs et nuls          | Blancs et nuls | 21           | 2,94         | 21          | 2,95        |        |        |
| Exprimés                 | Exprimés                | Exprimés       | 693          | 97,06        | 690         | 97,05       |        |        |
| * Liste du maire sortant |                         |                |              |              |             |             |        |        |

### Donzac
- Maire sortant : Jean-Paul Terrenne
- 15 sièges à pourvoir au conseil municipal (population légale 2011 : 1 020 habitants)
- 2 sièges à pourvoir au conseil communautaire (CC des Deux Rives)

|                          | Jean-Paul Terrenne * | DVG            | 422 | 100,00 | 15 | 2 |  |  |
|                          |                      |                |     |        |    |   |  |  |
| Inscrits                 | Inscrits             | Inscrits       | 798 | 100,00 |    |   |  |  |
| Abstentions              | Abstentions          | Abstentions    | 243 | 30,45  |    |   |  |  |
| Votants                  | Votants              | Votants        | 555 | 69,55  |    |   |  |  |
| Blancs et nuls           | Blancs et nuls       | Blancs et nuls | 133 | 23,96  |    |   |  |  |
| Exprimés                 | Exprimés             | Exprimés       | 422 | 76,04  |    |   |  |  |
| * Liste du maire sortant |                      |                |     |        |    |   |  |  |

### Dunes
- Maire sortant : Christian Astruc
- 15 sièges à pourvoir au conseil municipal (population légale 2011 : 1 196 habitants)
- 2 sièges à pourvoir au conseil communautaire (CC des Deux Rives)

|                          | Christian Astruc * | SE             | 554   | 100,00 | 15 | 2 |  |  |
|                          |                    |                |       |        |    |   |  |  |
| Inscrits                 | Inscrits           | Inscrits       | 1 004 | 100,00 |    |   |  |  |
| Abstentions              | Abstentions        | Abstentions    | 365   | 36,35  |    |   |  |  |
| Votants                  | Votants            | Votants        | 639   | 63,65  |    |   |  |  |
| Blancs et nuls           | Blancs et nuls     | Blancs et nuls | 85    | 13,30  |    |   |  |  |
| Exprimés                 | Exprimés           | Exprimés       | 554   | 86,70  |    |   |  |  |
| * Liste du maire sortant |                    |                |       |        |    |   |  |  |

### Escatalens
- Maire sortant : Michel Cornille
- 15 sièges à pourvoir au conseil municipal (population légale 2011 : 1 062 habitants)
- 3 sièges à pourvoir au conseil communautaire (CA Grand Montauban)

|                          | Michel Cornille * | DVG            | 449 | 100,00 | 15 | 3 |  |  |
|                          | Michel Audebaud   | DVG            | 0   | 0,00   |    |   |  |  |
|                          |                   |                |     |        |    |   |  |  |
| Inscrits                 | Inscrits          | Inscrits       | 730 | 100,00 |    |   |  |  |
| Abstentions              | Abstentions       | Abstentions    | 105 | 14,38  |    |   |  |  |
| Votants                  | Votants           | Votants        | 625 | 85,62  |    |   |  |  |
| Blancs et nuls           | Blancs et nuls    | Blancs et nuls | 176 | 28,16  |    |   |  |  |
| Exprimés                 | Exprimés          | Exprimés       | 449 | 71,84  |    |   |  |  |
| * Liste du maire sortant |                   |                |     |        |    |   |  |  |

### Finhan
- Maire sortant : Jean-François Fernandez
- 15 sièges à pourvoir au conseil municipal (population légale 2011 : 1 433 habitants)
- 3 sièges à pourvoir au conseil communautaire (CC Grand Sud Tarn-et-Garonne)

|                          | Jean-François Fernandez * | DVG            | 577   | 77,24  | 14 | 3 |  |  |
|                          | Francis Soureil           | PS             | 170   | 22,75  | 1  |   |  |  |
|                          |                           |                |       |        |    |   |  |  |
| Inscrits                 | Inscrits                  | Inscrits       | 1 042 | 100,00 |    |   |  |  |
| Abstentions              | Abstentions               | Abstentions    | 242   | 23,22  |    |   |  |  |
| Votants                  | Votants                   | Votants        | 800   | 76,78  |    |   |  |  |
| Blancs et nuls           | Blancs et nuls            | Blancs et nuls | 53    | 6,63   |    |   |  |  |
| Exprimés                 | Exprimés                  | Exprimés       | 747   | 93,38  |    |   |  |  |
| * Liste du maire sortant |                           |                |       |        |    |   |  |  |

### Grisolles
- Maire sortant : Patrick Marty
- 27 sièges à pourvoir au conseil municipal (population légale 2011 : 3 779 habitants)
- 4 sièges à pourvoir au conseil communautaire (CC Grand Sud Tarn-et-Garonne)

|                          | Patrick Marty * | DVG            | 1 016 | 59,34  | 22 | 3 |  |  |
|                          | Serge Castella  | DVD            | 696   | 40,65  | 5  | 1 |  |  |
|                          |                 |                |       |        |    |   |  |  |
| Inscrits                 | Inscrits        | Inscrits       | 2 596 | 100,00 |    |   |  |  |
| Abstentions              | Abstentions     | Abstentions    | 798   | 30,74  |    |   |  |  |
| Votants                  | Votants         | Votants        | 1 798 | 69,26  |    |   |  |  |
| Blancs et nuls           | Blancs et nuls  | Blancs et nuls | 86    | 4,78   |    |   |  |  |
| Exprimés                 | Exprimés        | Exprimés       | 1 712 | 95,22  |    |   |  |  |
| * Liste du maire sortant |                 |                |       |        |    |   |  |  |

### L'Honor-de-Cos
- Maire sortant : Michel Lamolinairie
- 19 sièges à pourvoir au conseil municipal (population légale 2011 : 1 561 habitants)
- 4 sièges à pourvoir au conseil communautaire (CC du Pays de Lafrançaise)

|                          | Michel Lamolinairie * | DVG            | 679   | 69,78  | 16 | 4 |  |  |
|                          | Éric Mounie           | DVD            | 294   | 30,21  | 3  |   |  |  |
|                          |                       |                |       |        |    |   |  |  |
| Inscrits                 | Inscrits              | Inscrits       | 1 263 | 100,00 |    |   |  |  |
| Abstentions              | Abstentions           | Abstentions    | 257   | 20,35  |    |   |  |  |
| Votants                  | Votants               | Votants        | 1 006 | 79,65  |    |   |  |  |
| Blancs et nuls           | Blancs et nuls        | Blancs et nuls | 33    | 3,28   |    |   |  |  |
| Exprimés                 | Exprimés              | Exprimés       | 973   | 96,72  |    |   |  |  |
| * Liste du maire sortant |                       |                |       |        |    |   |  |  |

### La Ville-Dieu-du-Temple
- Maire sortant : Dominique Briois
- 23 sièges à pourvoir au conseil municipal (population légale 2011 : 2 948 habitants)
- 9 sièges à pourvoir au conseil communautaire (CC Terres des Confluences)

| Tête de liste            | Tête de liste      | Liste          | Premier tour | Premier tour | Second tour | Second tour | Sièges | Sièges |
| Tête de liste            | Tête de liste      | Liste          | Voix         | %            | Voix        | %           | CM     | CC     |
| ------------------------ | ------------------ | -------------- | ------------ | ------------ | ----------- | ----------- | ------ | ------ |
|                          | Dominique Briois * | DVD            | 536          | 42,67        | 615         | 48,50       | 18     | 7      |
|                          | Monique Lahaine    | DVD            | 407          | 32,40        | 451         | 35,57       | 4      | 2      |
|                          | André-Guy Cauro    | DVD            | 313          | 24,92        | 202         | 15,93       | 1      |        |
|                          |                    |                |              |              |             |             |        |        |
| Inscrits                 | Inscrits           | Inscrits       | 1 819        | 100,00       | 1 819       | 100,00      |        |        |
| Abstentions              | Abstentions        | Abstentions    | 509          | 27,98        | 508         | 27,93       |        |        |
| Votants                  | Votants            | Votants        | 1 310        | 72,02        | 1 311       | 72,07       |        |        |
| Blancs et nuls           | Blancs et nuls     | Blancs et nuls | 54           | 4,12         | 43          | 3,28        |        |        |
| Exprimés                 | Exprimés           | Exprimés       | 1 256        | 95,88        | 1 268       | 96,72       |        |        |
| * Liste du maire sortant |                    |                |              |              |             |             |        |        |

### Labastide-du-Temple
- Maire sortant : Kléber Leygue
- 15 sièges à pourvoir au conseil municipal (population légale 2011 : 1 101 habitants)
- 3 sièges à pourvoir au conseil communautaire (CC du Pays de Lafrançaise)

|                          | Kléber Leygue * | UDI            | 348 | 100,00 | 15 | 3 |  |  |
|                          |                 |                |     |        |    |   |  |  |
| Inscrits                 | Inscrits        | Inscrits       | 754 | 100,00 |    |   |  |  |
| Abstentions              | Abstentions     | Abstentions    | 190 | 25,20  |    |   |  |  |
| Votants                  | Votants         | Votants        | 564 | 74,80  |    |   |  |  |
| Blancs et nuls           | Blancs et nuls  | Blancs et nuls | 216 | 38,30  |    |   |  |  |
| Exprimés                 | Exprimés        | Exprimés       | 348 | 61,70  |    |   |  |  |
| * Liste du maire sortant |                 |                |     |        |    |   |  |  |

### Labastide-Saint-Pierre
- Maire sortant : Jérôme Beq
- 27 sièges à pourvoir au conseil municipal (population légale 2011 : 3 723 habitants)
- 4 sièges à pourvoir au conseil communautaire (CC Grand Sud Tarn-et-Garonne)

|                          | Jérôme Beq *   | DVG            | 1 015 | 61,70  | 23 | 4 |  |  |
|                          | Géraud Arbeau  | DVG            | 439   | 26,68  | 3  |   |  |  |
|                          | David Pellicer | DVG            | 191   | 11,61  | 1  |   |  |  |
|                          |                |                |       |        |    |   |  |  |
| Inscrits                 | Inscrits       | Inscrits       | 2 588 | 100,00 |    |   |  |  |
| Abstentions              | Abstentions    | Abstentions    | 860   | 33,23  |    |   |  |  |
| Votants                  | Votants        | Votants        | 1 728 | 66,77  |    |   |  |  |
| Blancs et nuls           | Blancs et nuls | Blancs et nuls | 83    | 4,80   |    |   |  |  |
| Exprimés                 | Exprimés       | Exprimés       | 1 645 | 95,20  |    |   |  |  |
| * Liste du maire sortant |                |                |       |        |    |   |  |  |

### Lacourt-Saint-Pierre
- Maire sortant : Denis Lopez
- 15 sièges à pourvoir au conseil municipal (population légale 2011 : 1 124 habitants)
- 3 sièges à pourvoir au conseil communautaire (CA Grand Montauban)

|                | Françoise Pizzini | DVG            | 457 | 100,00 | 15 | 3 |  |  |
|                |                   |                |     |        |    |   |  |  |
| Inscrits       | Inscrits          | Inscrits       | 831 | 100,00 |    |   |  |  |
| Abstentions    | Abstentions       | Abstentions    | 258 | 31,05  |    |   |  |  |
| Votants        | Votants           | Votants        | 573 | 68,95  |    |   |  |  |
| Blancs et nuls | Blancs et nuls    | Blancs et nuls | 116 | 20,24  |    |   |  |  |
| Exprimés       | Exprimés          | Exprimés       | 457 | 79,76  |    |   |  |  |

### Lafrançaise
- Maire sortant : Patrick Soulhac
- 23 sièges à pourvoir au conseil municipal (population légale 2011 : 2 874 habitants)
- 6 sièges à pourvoir au conseil communautaire (CC du Pays de Lafrançaise)

|                          | Thierry Delbreil  | DVG            | 1 042 | 60,75  | 19 | 5 |  |  |
|                          | Patrick Soulhac * | DVG            | 673   | 39,24  | 4  | 1 |  |  |
|                          |                   |                |       |        |    |   |  |  |
| Inscrits                 | Inscrits          | Inscrits       | 2 297 | 100,00 |    |   |  |  |
| Abstentions              | Abstentions       | Abstentions    | 489   | 21,29  |    |   |  |  |
| Votants                  | Votants           | Votants        | 1 808 | 78,71  |    |   |  |  |
| Blancs et nuls           | Blancs et nuls    | Blancs et nuls | 93    | 5,14   |    |   |  |  |
| Exprimés                 | Exprimés          | Exprimés       | 1 715 | 94,86  |    |   |  |  |
| * Liste du maire sortant |                   |                |       |        |    |   |  |  |

### Lamagistère
- Maire sortant : Bernard Dousson
- 15 sièges à pourvoir au conseil municipal (population légale 2011 : 1 132 habitants)
- 2 sièges à pourvoir au conseil communautaire (CC des Deux Rives)

| Tête de liste            | Tête de liste     | Liste          | Premier tour | Premier tour | Second tour | Second tour | Sièges | Sièges |
| Tête de liste            | Tête de liste     | Liste          | Voix         | %            | Voix        | %           | CM     | CC     |
| ------------------------ | ----------------- | -------------- | ------------ | ------------ | ----------- | ----------- | ------ | ------ |
|                          | Bernard Dousson * | DVG            | 201          | 38,28        | 224         | 41,17       | 3      |        |
|                          | Philippe Longo    | DVG            | 198          | 37,71        | 241         | 44,30       | 11     | 2      |
|                          | Jean-Louis Coudin | DVG            | 126          | 24,00        | 79          | 14,52       | 1      |        |
|                          |                   |                |              |              |             |             |        |        |
| Inscrits                 | Inscrits          | Inscrits       | 747          | 100,00       | 747         | 100,00      |        |        |
| Abstentions              | Abstentions       | Abstentions    | 180          | 24,10        | 172         | 23,03       |        |        |
| Votants                  | Votants           | Votants        | 567          | 75,90        | 575         | 76,97       |        |        |
| Blancs et nuls           | Blancs et nuls    | Blancs et nuls | 42           | 7,41         | 31          | 5,39        |        |        |
| Exprimés                 | Exprimés          | Exprimés       | 525          | 92,59        | 544         | 94,61       |        |        |
| * Liste du maire sortant |                   |                |              |              |             |             |        |        |

### Lamothe-Capdeville
- Maire sortant : Alain Gabach
- 15 sièges à pourvoir au conseil municipal (population légale 2011 : 1 002 habitants)
- 2 sièges à pourvoir au conseil communautaire (CA Grand Montauban)

|                          | Alain Gabach * | DVD            | 403 | 100,00 | 15 | 2 |  |  |
|                          |                |                |     |        |    |   |  |  |
| Inscrits                 | Inscrits       | Inscrits       | 829 | 100,00 |    |   |  |  |
| Abstentions              | Abstentions    | Abstentions    | 294 | 35,46  |    |   |  |  |
| Votants                  | Votants        | Votants        | 535 | 64,54  |    |   |  |  |
| Blancs et nuls           | Blancs et nuls | Blancs et nuls | 132 | 24,67  |    |   |  |  |
| Exprimés                 | Exprimés       | Exprimés       | 403 | 75,33  |    |   |  |  |
| * Liste du maire sortant |                |                |     |        |    |   |  |  |

### Lauzerte
- Maire sortant : Bernard Rey
- 15 sièges à pourvoir au conseil municipal (population légale 2011 : 1 496 habitants)
- 6 sièges à pourvoir au conseil communautaire (CC du Pays de Serres en Quercy)

|                | Jean-Claude Giordana | DVG            | 527   | 69,98  | 13 | 5 |  |  |
|                | Josephine Chambon    | SE             | 226   | 30,01  | 2  | 1 |  |  |
|                |                      |                |       |        |    |   |  |  |
| Inscrits       | Inscrits             | Inscrits       | 1 060 | 100,00 |    |   |  |  |
| Abstentions    | Abstentions          | Abstentions    | 247   | 23,30  |    |   |  |  |
| Votants        | Votants              | Votants        | 813   | 76,70  |    |   |  |  |
| Blancs et nuls | Blancs et nuls       | Blancs et nuls | 60    | 7,38   |    |   |  |  |
| Exprimés       | Exprimés             | Exprimés       | 753   | 92,62  |    |   |  |  |

### Lavit
- Maire sortant : Francis Garrigues
- 19 sièges à pourvoir au conseil municipal (population légale 2011 : 1 517 habitants)
- 4 sièges à pourvoir au conseil communautaire (CC de la Lomagne Tarn-et-Garonnaise)

|                          | Francis Garrigues * | DVD            | 458 | 100,00 | 19 | 4 |  |  |
|                          |                     |                |     |        |    |   |  |  |
| Inscrits                 | Inscrits            | Inscrits       | 900 | 100,00 |    |   |  |  |
| Abstentions              | Abstentions         | Abstentions    | 269 | 29,89  |    |   |  |  |
| Votants                  | Votants             | Votants        | 631 | 70,11  |    |   |  |  |
| Blancs et nuls           | Blancs et nuls      | Blancs et nuls | 173 | 27,42  |    |   |  |  |
| Exprimés                 | Exprimés            | Exprimés       | 458 | 72,58  |    |   |  |  |
| * Liste du maire sortant |                     |                |     |        |    |   |  |  |

### Léojac
- Maire sortant : Roger Cousserand
- 15 sièges à pourvoir au conseil municipal (population légale 2011 : 1 098 habitants)
- 5 sièges à pourvoir au conseil communautaire (CA Grand Montauban)

|                          | Roger Cousserand * | DVG            | 573 | 100,00 | 15 | 5 |  |  |
|                          |                    |                |     |        |    |   |  |  |
| Inscrits                 | Inscrits           | Inscrits       | 989 | 100,00 |    |   |  |  |
| Abstentions              | Abstentions        | Abstentions    | 318 | 32,15  |    |   |  |  |
| Votants                  | Votants            | Votants        | 671 | 67,85  |    |   |  |  |
| Blancs et nuls           | Blancs et nuls     | Blancs et nuls | 98  | 14,61  |    |   |  |  |
| Exprimés                 | Exprimés           | Exprimés       | 573 | 85,39  |    |   |  |  |
| * Liste du maire sortant |                    |                |     |        |    |   |  |  |

### Malause
- Maire sortant : Marie-Bernard Maerten
- 15 sièges à pourvoir au conseil municipal (population légale 2011 : 1 085 habitants)
- 2 sièges à pourvoir au conseil communautaire (CC des Deux Rives)

|                          | Marie-Bernard Maerten * | UDI            | 350 | 55,73  | 12 | 2 |  |  |
|                          | Lucien Boussac          | DVG            | 278 | 44,26  | 3  |   |  |  |
|                          |                         |                |     |        |    |   |  |  |
| Inscrits                 | Inscrits                | Inscrits       | 827 | 100,00 |    |   |  |  |
| Abstentions              | Abstentions             | Abstentions    | 173 | 20,92  |    |   |  |  |
| Votants                  | Votants                 | Votants        | 654 | 79,08  |    |   |  |  |
| Blancs et nuls           | Blancs et nuls          | Blancs et nuls | 26  | 3,98   |    |   |  |  |
| Exprimés                 | Exprimés                | Exprimés       | 628 | 96,02  |    |   |  |  |
| * Liste du maire sortant |                         |                |     |        |    |   |  |  |

### Mas-Grenier
- Maire sortant : Jean-Claude Toulouse
- 15 sièges à pourvoir au conseil municipal (population légale 2011 : 1 211 habitants)
- 3 sièges à pourvoir au conseil communautaire (CC Grand Sud Tarn-et-Garonne)

|                          | Jean-Claude Toulouse * | DVG            | 484 | 100,00 | 15 | 3 |  |  |
|                          |                        |                |     |        |    |   |  |  |
| Inscrits                 | Inscrits               | Inscrits       | 899 | 100,00 |    |   |  |  |
| Abstentions              | Abstentions            | Abstentions    | 299 | 33,26  |    |   |  |  |
| Votants                  | Votants                | Votants        | 600 | 66,74  |    |   |  |  |
| Blancs et nuls           | Blancs et nuls         | Blancs et nuls | 116 | 19,33  |    |   |  |  |
| Exprimés                 | Exprimés               | Exprimés       | 484 | 80,67  |    |   |  |  |
| * Liste du maire sortant |                        |                |     |        |    |   |  |  |

### Meauzac
- Maire sortant : José Lacombe
- 15 sièges à pourvoir au conseil municipal (population légale 2011 : 1 227 habitants)
- 3 sièges à pourvoir au conseil communautaire (CC du Pays de Lafrançaise)

|                          | José Lacombe * | DVD            | 504 | 100,00 | 15 | 3 |  |  |
|                          |                |                |     |        |    |   |  |  |
| Inscrits                 | Inscrits       | Inscrits       | 909 | 100,00 |    |   |  |  |
| Abstentions              | Abstentions    | Abstentions    | 264 | 29,04  |    |   |  |  |
| Votants                  | Votants        | Votants        | 645 | 70,96  |    |   |  |  |
| Blancs et nuls           | Blancs et nuls | Blancs et nuls | 141 | 21,86  |    |   |  |  |
| Exprimés                 | Exprimés       | Exprimés       | 504 | 78,14  |    |   |  |  |
| * Liste du maire sortant |                |                |     |        |    |   |  |  |

### Mirabel
- Maire sortant : Jacques Pautric
- 15 sièges à pourvoir au conseil municipal (population légale 2011 : 1 003 habitants)
- 1 sièges à pourvoir au conseil communautaire (CC du Quercy Caussadais)

|                          | Jacques Pautric * | DVD            | 483 | 69,09  | 13 | 1 |  |  |
|                          | Claude Rousselou  | DVG            | 216 | 30,90  | 2  |   |  |  |
|                          |                   |                |     |        |    |   |  |  |
| Inscrits                 | Inscrits          | Inscrits       | 859 | 100,00 |    |   |  |  |
| Abstentions              | Abstentions       | Abstentions    | 137 | 15,95  |    |   |  |  |
| Votants                  | Votants           | Votants        | 722 | 84,05  |    |   |  |  |
| Blancs et nuls           | Blancs et nuls    | Blancs et nuls | 23  | 3,19   |    |   |  |  |
| Exprimés                 | Exprimés          | Exprimés       | 699 | 96,81  |    |   |  |  |
| * Liste du maire sortant |                   |                |     |        |    |   |  |  |

### Moissac
- Maire sortant : Jean-Paul Nunzi
- 33 sièges à pourvoir au conseil municipal (population légale 2011 : 12 365 habitants)
- 15 sièges à pourvoir au conseil communautaire (CC Terres des Confluences)

| Tête de liste            | Tête de liste       | Liste          | Premier tour | Premier tour | Second tour | Second tour | Sièges | Sièges |
| Tête de liste            | Tête de liste       | Liste          | Voix         | %            | Voix        | %           | CM     | CC     |
| ------------------------ | ------------------- | -------------- | ------------ | ------------ | ----------- | ----------- | ------ | ------ |
|                          | Jean-Michel Henryot | DVD            | 1 856        | 31,11        | 2 616       | 41,73       | 24     | 11     |
|                          | Pierre Guillamat    | PRG            | 1 504        | 25,21        | 1 533       | 24,45       | 4      | 2      |
|                          | Jean-Paul Nunzi*    | PS             | 1 420        | 23,80        | 1 380       | 22,01       | 3      | 1      |
|                          | Patrice Charles     | FN             | 1 185        | 19,86        | 740         | 11,80       | 2      | 1      |
|                          |                     |                |              |              |             |             |        |        |
| Inscrits                 | Inscrits            | Inscrits       | 8 971        | 100,00       | 8 966       | 100,00      |        |        |
| Abstentions              | Abstentions         | Abstentions    | 2 758        | 30,74        | 2 481       | 27,67       |        |        |
| Votants                  | Votants             | Votants        | 6 213        | 69,26        | 6 485       | 72,33       |        |        |
| Blancs et nuls           | Blancs et nuls      | Blancs et nuls | 248          | 3,99         | 216         | 3,33        |        |        |
| Exprimés                 | Exprimés            | Exprimés       | 5 965        | 96,01        | 6 269       | 96,67       |        |        |
| * Liste du maire sortant |                     |                |              |              |             |             |        |        |

### Molières
- Maire sortant : Guy Hébral
- 15 sièges à pourvoir au conseil municipal (population légale 2011 : 1 217 habitants)
- 2 sièges à pourvoir au conseil communautaire (CC du Quercy Caussadais)

|                          | Jean-Francis Sahuc | UDI            | 406 | 54,06  | 12 | 2 |  |  |
|                          | Guy Hébral *       | DVG            | 345 | 45,94  | 3  |   |  |  |
|                          |                    |                |     |        |    |   |  |  |
| Inscrits                 | Inscrits           | Inscrits       | 949 | 100,00 |    |   |  |  |
| Abstentions              | Abstentions        | Abstentions    | 169 | 17,81  |    |   |  |  |
| Votants                  | Votants            | Votants        | 780 | 82,19  |    |   |  |  |
| Blancs et nuls           | Blancs et nuls     | Blancs et nuls | 29  | 3,72   |    |   |  |  |
| Exprimés                 | Exprimés           | Exprimés       | 751 | 96,28  |    |   |  |  |
| * Liste du maire sortant |                    |                |     |        |    |   |  |  |

### Monclar-de-Quercy
- Maire sortant : Jean-Paul Albert
- 19 sièges à pourvoir au conseil municipal (population légale 2011 : 1 834 habitants)
- 6 sièges à pourvoir au conseil communautaire (CC Quercy Vert-Aveyron)

|                          | Jean-Paul Albert * | UDI            | 558   | 60,19  | 16 | 5 |  |  |
|                          | Damien Roques      | DVG            | 217   | 23,40  | 2  | 1 |  |  |
|                          | Francis Povert     | UDI            | 152   | 16,39  | 1  |   |  |  |
|                          |                    |                |       |        |    |   |  |  |
| Inscrits                 | Inscrits           | Inscrits       | 1 251 | 100,00 |    |   |  |  |
| Abstentions              | Abstentions        | Abstentions    | 283   | 22,62  |    |   |  |  |
| Votants                  | Votants            | Votants        | 968   | 77,38  |    |   |  |  |
| Blancs et nuls           | Blancs et nuls     | Blancs et nuls | 41    | 4,24   |    |   |  |  |
| Exprimés                 | Exprimés           | Exprimés       | 927   | 95,76  |    |   |  |  |
| * Liste du maire sortant |                    |                |       |        |    |   |  |  |

### Montaigu-de-Quercy
- Maire sortant : Robert Alazard
- 15 sièges à pourvoir au conseil municipal (population légale 2011 : 1 397 habitants)
- 6 sièges à pourvoir au conseil communautaire (CC du Pays de Serres en Quercy)

|                          | Robert Alazard * | DVG            | 497   | 100,00 | 15 | 6 |  |  |
|                          |                  |                |       |        |    |   |  |  |
| Inscrits                 | Inscrits         | Inscrits       | 1 051 | 100,00 |    |   |  |  |
| Abstentions              | Abstentions      | Abstentions    | 302   | 28,73  |    |   |  |  |
| Votants                  | Votants          | Votants        | 749   | 71,27  |    |   |  |  |
| Blancs et nuls           | Blancs et nuls   | Blancs et nuls | 252   | 33,64  |    |   |  |  |
| Exprimés                 | Exprimés         | Exprimés       | 497   | 66,36  |    |   |  |  |
| * Liste du maire sortant |                  |                |       |        |    |   |  |  |

### Montauban
- Maire sortant : Brigitte Barèges
- 45 sièges à pourvoir au conseil municipal (population légale 2011 : 56 536 habitants)
- 25 sièges à pourvoir au conseil communautaire (CA Grand Montauban)

| Tête de liste  | Tête de liste        | Liste          | Premier tour | Premier tour | Second tour | Second tour | Sièges | Sièges |
| Tête de liste  | Tête de liste        | Liste          | Voix         | %            | Voix        | %           | CM     | CC     |
| -------------- | -------------------- | -------------- | ------------ | ------------ | ----------- | ----------- | ------ | ------ |
|                | Brigitte Barèges *   | UMP            | 11 671       | 45,18        | 13 545      | 51,34       | 35     | 19     |
|                | Roland Garrigues     | PS-PRG-DVG     | 7 180        | 27,79        | 9 962       | 37,76       | 8      | 5      |
|                | Thierry Viallon      | FN             | 3 502        | 13,56        | 2 876       | 10,90       | 2      | 1      |
|                | Marie-Claude Bouyssi | FG-Ensemble    | 3 037        | 11,76        |             |             |        |        |
|                | Richard Blanco       | LO             | 442          | 1,71         |             |             |        |        |
|                |                      |                |              |              |             |             |        |        |
| Inscrits       | Inscrits             | Inscrits       | 39 674       | 100,00       | 39 664      | 100,00      |        |        |
| Abstentions    | Abstentions          | Abstentions    | 12 913       | 32,55        | 12 270      | 30,93       |        |        |
| Votants        | Votants              | Votants        | 26 761       | 67,45        | 27 394      | 69,07       |        |        |
| Blancs et nuls | Blancs et nuls       | Blancs et nuls | 929          | 3,47         | 1 011       | 3,69        |        |        |
| Exprimés       | Exprimés             | Exprimés       | 25 832       | 96,53        | 26 383      | 96,31       |        |        |

### Montbartier
- Maire sortant : Jean-Claude Raynal
- 15 sièges à pourvoir au conseil municipal (population légale 2011 : 1 245 habitants)
- 3 sièges à pourvoir au conseil communautaire (CC Grand Sud Tarn-et-Garonne)

|                          | Jean-Claude Raynal * | DVD            | 333 | 50,76  | 12 | 2 |  |  |
|                          | Maurice Guiche       | DVG            | 260 | 39,63  | 3  | 1 |  |  |
|                          | Claudine Peirone     | DVD            | 63  | 9,60   |    |   |  |  |
|                          |                      |                |     |        |    |   |  |  |
| Inscrits                 | Inscrits             | Inscrits       | 831 | 100,00 |    |   |  |  |
| Abstentions              | Abstentions          | Abstentions    | 152 | 18,29  |    |   |  |  |
| Votants                  | Votants              | Votants        | 679 | 81,71  |    |   |  |  |
| Blancs et nuls           | Blancs et nuls       | Blancs et nuls | 23  | 3,39   |    |   |  |  |
| Exprimés                 | Exprimés             | Exprimés       | 656 | 96,61  |    |   |  |  |
| * Liste du maire sortant |                      |                |     |        |    |   |  |  |

### Montbeton
- Maire sortant : Michel Weill
- 27 sièges à pourvoir au conseil municipal (population légale 2011 : 3 547 habitants)
- 6 sièges à pourvoir au conseil communautaire (CA Grand Montauban)

|                          | Michel Weill * | DVG            | 1 414 | 100,00 | 27 | 6 |  |  |
|                          |                |                |       |        |    |   |  |  |
| Inscrits                 | Inscrits       | Inscrits       | 2 655 | 100,00 |    |   |  |  |
| Abstentions              | Abstentions    | Abstentions    | 1 023 | 38,53  |    |   |  |  |
| Votants                  | Votants        | Votants        | 1 632 | 61,47  |    |   |  |  |
| Blancs et nuls           | Blancs et nuls | Blancs et nuls | 218   | 13,36  |    |   |  |  |
| Exprimés                 | Exprimés       | Exprimés       | 1 414 | 86,64  |    |   |  |  |
| * Liste du maire sortant |                |                |       |        |    |   |  |  |

### Montech
- Maire sortant : Jacques Moignard
- 29 sièges à pourvoir au conseil municipal (population légale 2011 : 5 793 habitants)
- 12 sièges à pourvoir au conseil communautaire (CC Grand Sud Tarn-et-Garonne)

| Tête de liste            | Tête de liste      | Liste          | Premier tour | Premier tour | Second tour | Second tour | Sièges | Sièges |
| Tête de liste            | Tête de liste      | Liste          | Voix         | %            | Voix        | %           | CM     | CC     |
| ------------------------ | ------------------ | -------------- | ------------ | ------------ | ----------- | ----------- | ------ | ------ |
|                          | Jacques Moignard * | DVG            | 1 349        | 46,71        | 1 629       | 56,78       | 23     | 9      |
|                          | Valérie Rabassa    | UMP-UDI        | 978          | 33,86        | 1 237       | 43,12       | 6      | 3      |
|                          | Gilbert Valentin   | DVD            | 561          | 19,42        | 3           | 0,10        |        |        |
|                          |                    |                |              |              |             |             |        |        |
| Inscrits                 | Inscrits           | Inscrits       | 4 149        | 100,00       | 4 148       | 100,00      |        |        |
| Abstentions              | Abstentions        | Abstentions    | 1 123        | 27,07        | 1 123       | 27,07       |        |        |
| Votants                  | Votants            | Votants        | 3 026        | 72,93        | 3 025       | 72,93       |        |        |
| Blancs et nuls           | Blancs et nuls     | Blancs et nuls | 138          | 4,56         | 156         | 5,16        |        |        |
| Exprimés                 | Exprimés           | Exprimés       | 2 888        | 95,44        | 2 869       | 94,84       |        |        |
| * Liste du maire sortant |                    |                |              |              |             |             |        |        |

### Monteils
- Maire sortant : Monique Ferrero
- 15 sièges à pourvoir au conseil municipal (population légale 2011 : 1 300 habitants)
- 2 sièges à pourvoir au conseil communautaire (CC du Quercy Caussadais)

|                | Jacques Soulie | UMP            | 567   | 100,00 | 15 | 2 |  |  |
|                |                |                |       |        |    |   |  |  |
| Inscrits       | Inscrits       | Inscrits       | 1 007 | 100,00 |    |   |  |  |
| Abstentions    | Abstentions    | Abstentions    | 317   | 31,48  |    |   |  |  |
| Votants        | Votants        | Votants        | 690   | 68,52  |    |   |  |  |
| Blancs et nuls | Blancs et nuls | Blancs et nuls | 123   | 17,83  |    |   |  |  |
| Exprimés       | Exprimés       | Exprimés       | 567   | 82,17  |    |   |  |  |

### Montpezat-de-Quercy
- Maire sortant : Raymond Massip
- 15 sièges à pourvoir au conseil municipal (population légale 2011 : 1 492 habitants)
- 2 sièges à pourvoir au conseil communautaire (CC du Quercy Caussadais)

| Tête de liste            | Tête de liste    | Liste          | Premier tour | Premier tour | Second tour | Second tour | Sièges | Sièges |
| Tête de liste            | Tête de liste    | Liste          | Voix         | %            | Voix        | %           | CM     | CC     |
| ------------------------ | ---------------- | -------------- | ------------ | ------------ | ----------- | ----------- | ------ | ------ |
|                          | Gérard Mounie    | SE             | 409          | 43,37        | 445         | 45,97       | 12     | 2      |
|                          | Raymond Massip * | DVG            | 299          | 31,71        | 312         | 32,23       | 2      |        |
|                          | Philippe Maurin  | DVD            | 235          | 24,92        | 211         | 21,80       | 1      |        |
|                          |                  |                |              |              |             |             |        |        |
| Inscrits                 | Inscrits         | Inscrits       | 1 239        | 100,00       | 1 239       | 100,00      |        |        |
| Abstentions              | Abstentions      | Abstentions    | 259          | 20,90        | 256         | 20,66       |        |        |
| Votants                  | Votants          | Votants        | 980          | 79,10        | 983         | 79,34       |        |        |
| Blancs et nuls           | Blancs et nuls   | Blancs et nuls | 37           | 3,78         | 15          | 1,53        |        |        |
| Exprimés                 | Exprimés         | Exprimés       | 943          | 96,22        | 968         | 98,47       |        |        |
| * Liste du maire sortant |                  |                |              |              |             |             |        |        |

### Montricoux
- Maire sortant : Fabienne Pern-Savignac
- 15 sièges à pourvoir au conseil municipal (population légale 2011 : 1 077 habitants)
- 2 sièges à pourvoir au conseil communautaire (CC Quercy Vert-Aveyron)

|                          | Fabienne Pern-Savignac * | DVG            | 425 | 59,27  | 12 | 2 |  |  |
|                          | Jean-Luc Cagnac          | SE             | 292 | 40,72  | 3  |   |  |  |
|                          |                          |                |     |        |    |   |  |  |
| Inscrits                 | Inscrits                 | Inscrits       | 892 | 100,00 |    |   |  |  |
| Abstentions              | Abstentions              | Abstentions    | 150 | 16,82  |    |   |  |  |
| Votants                  | Votants                  | Votants        | 742 | 83,18  |    |   |  |  |
| Blancs et nuls           | Blancs et nuls           | Blancs et nuls | 25  | 3,37   |    |   |  |  |
| Exprimés                 | Exprimés                 | Exprimés       | 717 | 96,63  |    |   |  |  |
| * Liste du maire sortant |                          |                |     |        |    |   |  |  |

### Nègrepelisse
- Maire sortant : Jean Cambon
- 29 sièges à pourvoir au conseil municipal (population légale 2011 : 5 246 habitants)
- 9 sièges à pourvoir au conseil communautaire (CC Quercy Vert-Aveyron)

|                          | Maurice Correcher | DVD            | 1 354 | 53,88  | 23 | 7 |  |  |
|                          | Jean Cambon *     | DVG            | 1 159 | 46,12  | 6  | 2 |  |  |
|                          |                   |                |       |        |    |   |  |  |
| Inscrits                 | Inscrits          | Inscrits       | 3 701 | 100,00 |    |   |  |  |
| Abstentions              | Abstentions       | Abstentions    | 1 051 | 28,40  |    |   |  |  |
| Votants                  | Votants           | Votants        | 2 650 | 71,60  |    |   |  |  |
| Blancs et nuls           | Blancs et nuls    | Blancs et nuls | 137   | 5,17   |    |   |  |  |
| Exprimés                 | Exprimés          | Exprimés       | 2 513 | 94,83  |    |   |  |  |
| * Liste du maire sortant |                   |                |       |        |    |   |  |  |

### Nohic
- Maire sortant : Henri Tregan
- 15 sièges à pourvoir au conseil municipal (population légale 2011 : 1 202 habitants)
- 2 sièges à pourvoir au conseil communautaire (CC Grand Sud Tarn-et-Garonne)

| Tête de liste  | Tête de liste         | Liste          | Premier tour | Premier tour | Second tour | Second tour | Sièges | Sièges |
| Tête de liste  | Tête de liste         | Liste          | Voix         | %            | Voix        | %           | CM     | CC     |
| -------------- | --------------------- | -------------- | ------------ | ------------ | ----------- | ----------- | ------ | ------ |
|                | Nadine Guillemot      | DVG            | 304          | 42,10        | 371         | 50,54       | 12     | 2      |
|                | Jean-Pierre Turroques | DVD            | 250          | 34,62        | 232         | 31,60       | 2      |        |
|                | René Gianno           | PS             | 168          | 23,26        | 131         | 17,84       | 1      |        |
|                |                       |                |              |              |             |             |        |        |
| Inscrits       | Inscrits              | Inscrits       | 938          | 100,00       | 938         | 100,00      |        |        |
| Abstentions    | Abstentions           | Abstentions    | 193          | 20,58        | 194         | 20,68       |        |        |
| Votants        | Votants               | Votants        | 745          | 79,42        | 744         | 79,32       |        |        |
| Blancs et nuls | Blancs et nuls        | Blancs et nuls | 23           | 3,09         | 10          | 1,34        |        |        |
| Exprimés       | Exprimés              | Exprimés       | 722          | 96,91        | 734         | 98,66       |        |        |

### Orgueil
- Maire sortant : Michel Meesseman
- 19 sièges à pourvoir au conseil municipal (population légale 2011 : 1 521 habitants)
- 2 sièges à pourvoir au conseil communautaire (CC Grand Sud Tarn-et-Garonne)

|                          | Michel Meesseman * | PRG            | 463   | 56,60  | 15 | 2 |  |  |
|                          | Anne Marie Potier  | PRG            | 355   | 43,40  | 4  |   |  |  |
|                          |                    |                |       |        |    |   |  |  |
| Inscrits                 | Inscrits           | Inscrits       | 1 060 | 100,00 |    |   |  |  |
| Abstentions              | Abstentions        | Abstentions    | 213   | 20,09  |    |   |  |  |
| Votants                  | Votants            | Votants        | 847   | 79,91  |    |   |  |  |
| Blancs et nuls           | Blancs et nuls     | Blancs et nuls | 29    | 3,42   |    |   |  |  |
| Exprimés                 | Exprimés           | Exprimés       | 818   | 96,58  |    |   |  |  |
| * Liste du maire sortant |                    |                |       |        |    |   |  |  |

### Pompignan
- Maire sortant : Alain Belloc
- 15 sièges à pourvoir au conseil municipal (population légale 2011 : 1 410 habitants)
- 2 sièges à pourvoir au conseil communautaire (CC Grand Sud Tarn-et-Garonne)

|                          | Alain Belloc *         | DVG            | 614   | 81,00  | 14 | 2 |  |  |
|                          | Jean-Charles Tournayre | DVG            | 144   | 18,99  | 1  |   |  |  |
|                          |                        |                |       |        |    |   |  |  |
| Inscrits                 | Inscrits               | Inscrits       | 1 010 | 100,00 |    |   |  |  |
| Abstentions              | Abstentions            | Abstentions    | 224   | 22,18  |    |   |  |  |
| Votants                  | Votants                | Votants        | 786   | 77,82  |    |   |  |  |
| Blancs et nuls           | Blancs et nuls         | Blancs et nuls | 28    | 3,56   |    |   |  |  |
| Exprimés                 | Exprimés               | Exprimés       | 758   | 96,44  |    |   |  |  |
| * Liste du maire sortant |                        |                |       |        |    |   |  |  |

### Réalville
- Maire sortant : Jean-Claude Bertelli
- 19 sièges à pourvoir au conseil municipal (population légale 2011 : 1 851 habitants)
- 3 sièges à pourvoir au conseil communautaire (CC du Quercy Caussadais)

|                          | Jean-Claude Bertelli * | DVD            | 655   | 69,38  | 16 | 3 |  |  |
|                          | Sébastien Vives        | PG             | 289   | 30,61  | 3  |   |  |  |
|                          |                        |                |       |        |    |   |  |  |
| Inscrits                 | Inscrits               | Inscrits       | 1 389 | 100,00 |    |   |  |  |
| Abstentions              | Abstentions            | Abstentions    | 371   | 26,71  |    |   |  |  |
| Votants                  | Votants                | Votants        | 1 018 | 73,29  |    |   |  |  |
| Blancs et nuls           | Blancs et nuls         | Blancs et nuls | 74    | 7,27   |    |   |  |  |
| Exprimés                 | Exprimés               | Exprimés       | 944   | 92,73  |    |   |  |  |
| * Liste du maire sortant |                        |                |       |        |    |   |  |  |

### Saint-Antonin-Noble-Val
- Maire sortant : Gérard Agam
- 19 sièges à pourvoir au conseil municipal (population légale 2011 : 1 899 habitants)
- 4 sièges à pourvoir au conseil communautaire (CC du Quercy Rouergue et des Gorges de l'Aveyron)

|                          | Gérard Agam *  | DVG            | 600   | 60,60  | 16 | 3 |  |  |
|                          | Thierry Le Roy | PS             | 390   | 39,39  | 3  | 1 |  |  |
|                          |                |                |       |        |    |   |  |  |
| Inscrits                 | Inscrits       | Inscrits       | 1 510 | 100,00 |    |   |  |  |
| Abstentions              | Abstentions    | Abstentions    | 433   | 28,68  |    |   |  |  |
| Votants                  | Votants        | Votants        | 1 077 | 71,32  |    |   |  |  |
| Blancs et nuls           | Blancs et nuls | Blancs et nuls | 87    | 8,08   |    |   |  |  |
| Exprimés                 | Exprimés       | Exprimés       | 990   | 91,92  |    |   |  |  |
| * Liste du maire sortant |                |                |       |        |    |   |  |  |

### Saint-Étienne-de-Tulmont
- Maire sortant : René Colinet
- 27 sièges à pourvoir au conseil municipal (population légale 2011 : 3 645 habitants)
- 6 sièges à pourvoir au conseil communautaire (CC Quercy Vert-Aveyron)

|                | Vincent Teulieres | DVD            | 1 125 | 61,10  | 22 | 5 |  |  |
|                | Pierre Pisani     | DVG            | 716   | 38,89  | 5  | 1 |  |  |
|                |                   |                |       |        |    |   |  |  |
| Inscrits       | Inscrits          | Inscrits       | 2 666 | 100,00 |    |   |  |  |
| Abstentions    | Abstentions       | Abstentions    | 711   | 26,67  |    |   |  |  |
| Votants        | Votants           | Votants        | 1 955 | 73,33  |    |   |  |  |
| Blancs et nuls | Blancs et nuls    | Blancs et nuls | 114   | 5,83   |    |   |  |  |
| Exprimés       | Exprimés          | Exprimés       | 1 841 | 94,17  |    |   |  |  |

### Saint-Nauphary
- Maire sortant : Bernard Paillares
- 19 sièges à pourvoir au conseil municipal (population légale 2011 : 1 737 habitants)
- 4 sièges à pourvoir au conseil communautaire (CA Grand Montauban)

|                          | Bernard Paillares * | DVD            | 815   | 100,00 | 19 | 4 |  |  |
|                          |                     |                |       |        |    |   |  |  |
| Inscrits                 | Inscrits            | Inscrits       | 1 283 | 100,00 |    |   |  |  |
| Abstentions              | Abstentions         | Abstentions    | 314   | 24,47  |    |   |  |  |
| Votants                  | Votants             | Votants        | 969   | 75,53  |    |   |  |  |
| Blancs et nuls           | Blancs et nuls      | Blancs et nuls | 154   | 15,89  |    |   |  |  |
| Exprimés                 | Exprimés            | Exprimés       | 815   | 84,11  |    |   |  |  |
| * Liste du maire sortant |                     |                |       |        |    |   |  |  |

### Saint-Nicolas-de-la-Grave
- Maire sortant : Joël Capayrou
- 19 sièges à pourvoir au conseil municipal (population légale 2011 : 2 141 habitants)
- 6 sièges à pourvoir au conseil communautaire (CC Terres des Confluences)

|                          | Joël Capayrou * | DVG            | 656   | 53,55  | 15 | 5 |  |  |
|                          | Bernard Bouche  | DVG            | 569   | 46,44  | 4  | 1 |  |  |
|                          |                 |                |       |        |    |   |  |  |
| Inscrits                 | Inscrits        | Inscrits       | 1 757 | 100,00 |    |   |  |  |
| Abstentions              | Abstentions     | Abstentions    | 441   | 25,10  |    |   |  |  |
| Votants                  | Votants         | Votants        | 1 316 | 74,90  |    |   |  |  |
| Blancs et nuls           | Blancs et nuls  | Blancs et nuls | 91    | 6,91   |    |   |  |  |
| Exprimés                 | Exprimés        | Exprimés       | 1 225 | 93,09  |    |   |  |  |
| * Liste du maire sortant |                 |                |       |        |    |   |  |  |

### Saint-Porquier
- Maire sortant : Alain Molinie
- 15 sièges à pourvoir au conseil municipal (population légale 2011 : 1 410 habitants)
- 4 sièges à pourvoir au conseil communautaire (CC Terres des Confluences)

|                          | André Laborie   | DVD            | 470 | 67,72  | 13 | 4 |  |  |
|                          | Alain Molinie * | DVG            | 224 | 32,27  | 2  |   |  |  |
|                          |                 |                |     |        |    |   |  |  |
| Inscrits                 | Inscrits        | Inscrits       | 907 | 100,00 |    |   |  |  |
| Abstentions              | Abstentions     | Abstentions    | 185 | 20,40  |    |   |  |  |
| Votants                  | Votants         | Votants        | 722 | 79,60  |    |   |  |  |
| Blancs et nuls           | Blancs et nuls  | Blancs et nuls | 28  | 3,88   |    |   |  |  |
| Exprimés                 | Exprimés        | Exprimés       | 694 | 96,12  |    |   |  |  |
| * Liste du maire sortant |                 |                |     |        |    |   |  |  |

### Septfonds
- Maire sortant : Jacques Tabarly
- 19 sièges à pourvoir au conseil municipal (population légale 2011 : 2 148 habitants)
- 4 sièges à pourvoir au conseil communautaire (CC du Quercy Caussadais)

|                          | Jacques Tabarly * | DVG            | 858   | 76,19  | 17 | 4 |  |  |
|                          | Vladimir Nadal    | DVG            | 268   | 23,80  | 2  |   |  |  |
|                          |                   |                |       |        |    |   |  |  |
| Inscrits                 | Inscrits          | Inscrits       | 1 630 | 100,00 |    |   |  |  |
| Abstentions              | Abstentions       | Abstentions    | 431   | 26,44  |    |   |  |  |
| Votants                  | Votants           | Votants        | 1 199 | 73,56  |    |   |  |  |
| Blancs et nuls           | Blancs et nuls    | Blancs et nuls | 73    | 6,09   |    |   |  |  |
| Exprimés                 | Exprimés          | Exprimés       | 1 126 | 93,91  |    |   |  |  |
| * Liste du maire sortant |                   |                |       |        |    |   |  |  |

### Valence-d'Agen
- Maire sortant : Jacques Bousquet
- 29 sièges à pourvoir au conseil municipal (population légale 2011 : 5 143 habitants)
- 2 sièges à pourvoir au conseil communautaire (CC des Deux Rives)

|                          | Jacques Bousquet * | DVG            | 1 684 | 100,00 | 29 | 2 |  |  |
|                          |                    |                |       |        |    |   |  |  |
| Inscrits                 | Inscrits           | Inscrits       | 3 650 | 100,00 |    |   |  |  |
| Abstentions              | Abstentions        | Abstentions    | 1 506 | 41,26  |    |   |  |  |
| Votants                  | Votants            | Votants        | 2 144 | 58,74  |    |   |  |  |
| Blancs et nuls           | Blancs et nuls     | Blancs et nuls | 460   | 21,46  |    |   |  |  |
| Exprimés                 | Exprimés           | Exprimés       | 1 684 | 78,54  |    |   |  |  |
| * Liste du maire sortant |                    |                |       |        |    |   |  |  |

### Verdun-sur-Garonne
- Maire sortant : Denis Roger
- 27 sièges à pourvoir au conseil municipal (population légale 2011 : 4 251 habitants)
- 6 sièges à pourvoir au conseil communautaire (CC Grand Sud Tarn-et-Garonne)

|                          | Philippe Botkovitz | DVG            | 1 152 | 53,73  | 21 | 5 |  |  |
|                          | Denis Roger *      | DVG            | 992   | 46,26  | 6  | 1 |  |  |
|                          |                    |                |       |        |    |   |  |  |
| Inscrits                 | Inscrits           | Inscrits       | 3 273 | 100,00 |    |   |  |  |
| Abstentions              | Abstentions        | Abstentions    | 1 033 | 31,56  |    |   |  |  |
| Votants                  | Votants            | Votants        | 2 240 | 68,44  |    |   |  |  |
| Blancs et nuls           | Blancs et nuls     | Blancs et nuls | 96    | 4,29   |    |   |  |  |
| Exprimés                 | Exprimés           | Exprimés       | 2 144 | 95,71  |    |   |  |  |
| * Liste du maire sortant |                    |                |       |        |    |   |  |  |

### Villebrumier
- Maire sortant : Étienne Astoul
- 15 sièges à pourvoir au conseil municipal (population légale 2011 : 1 228 habitants)
- 2 sièges à pourvoir au conseil communautaire (CC Grand Sud Tarn-et-Garonne)

|                | Jean-Louis Marty | PS             | 438 | 100,00 | 15 | 2 |  |  |
|                |                  |                |     |        |    |   |  |  |
| Inscrits       | Inscrits         | Inscrits       | 903 | 100,00 |    |   |  |  |
| Abstentions    | Abstentions      | Abstentions    | 285 | 31,56  |    |   |  |  |
| Votants        | Votants          | Votants        | 618 | 68,44  |    |   |  |  |
| Blancs et nuls | Blancs et nuls   | Blancs et nuls | 180 | 29,13  |    |   |  |  |
| Exprimés       | Exprimés         | Exprimés       | 438 | 70,87  |    |   |  |  |